# 青泰苑

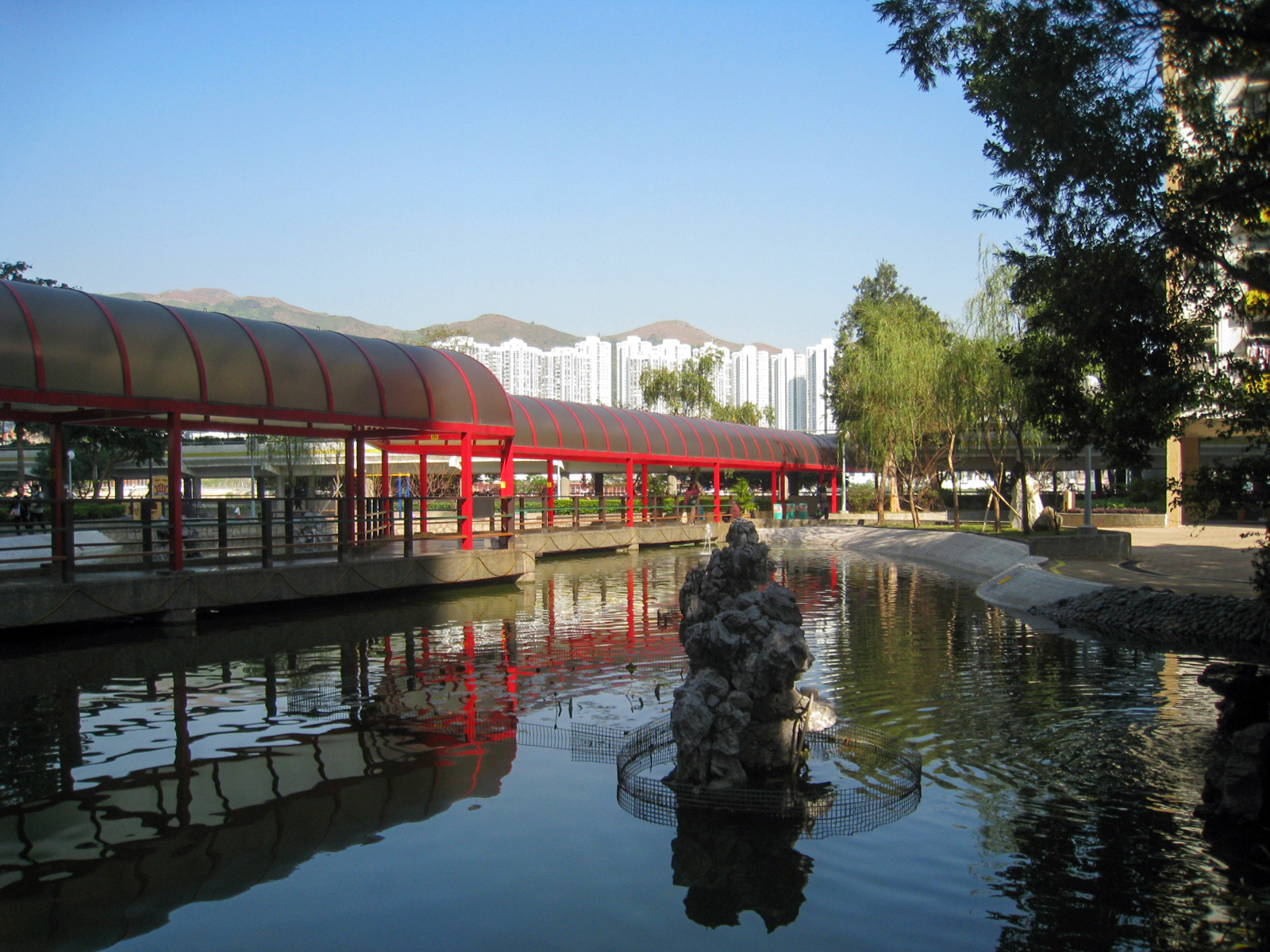
2009年的有蓋行人道及水池

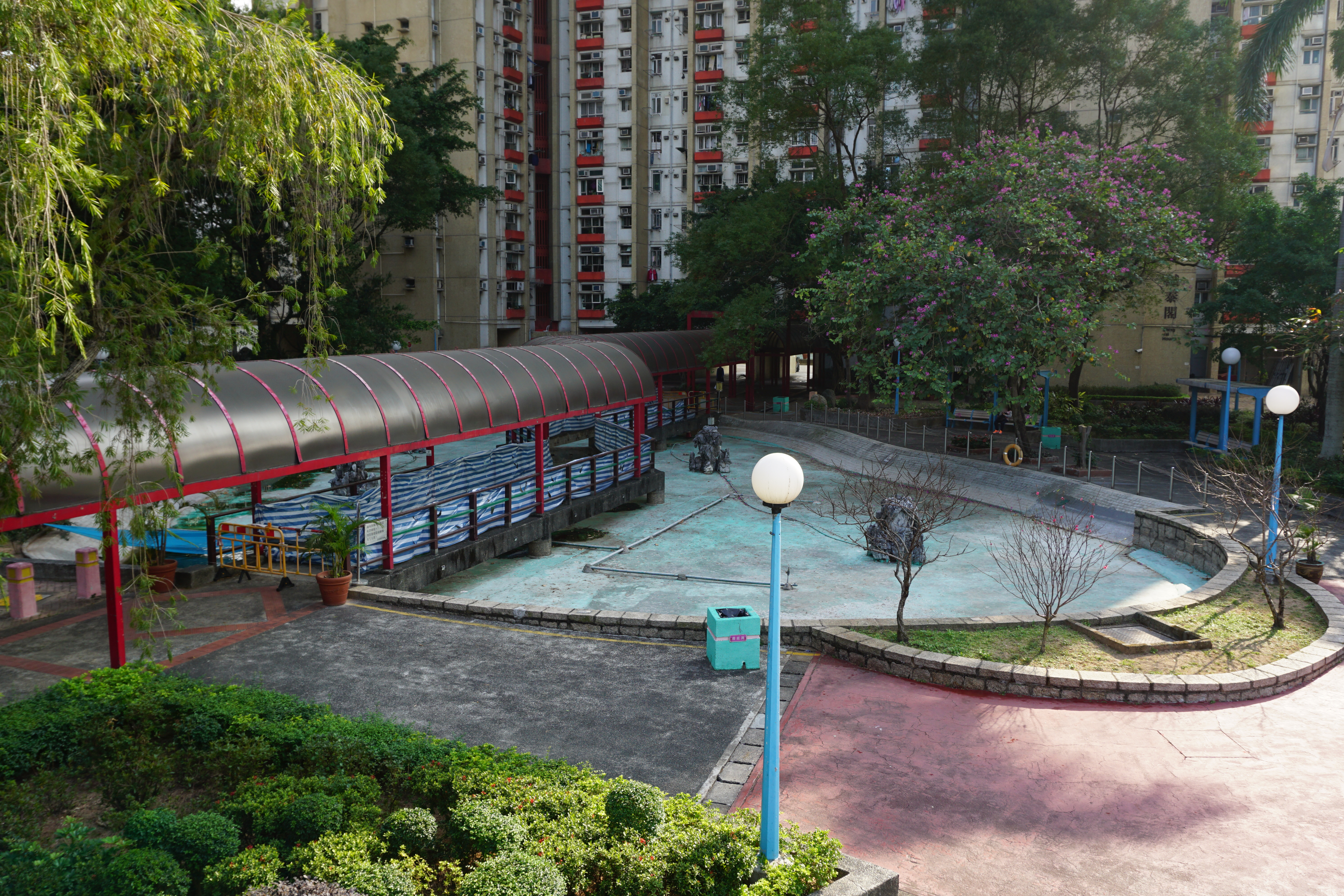
2017年的有蓋行人道及水池，行人道木橋疑被白蟻蛀食，有多處破損而封閉

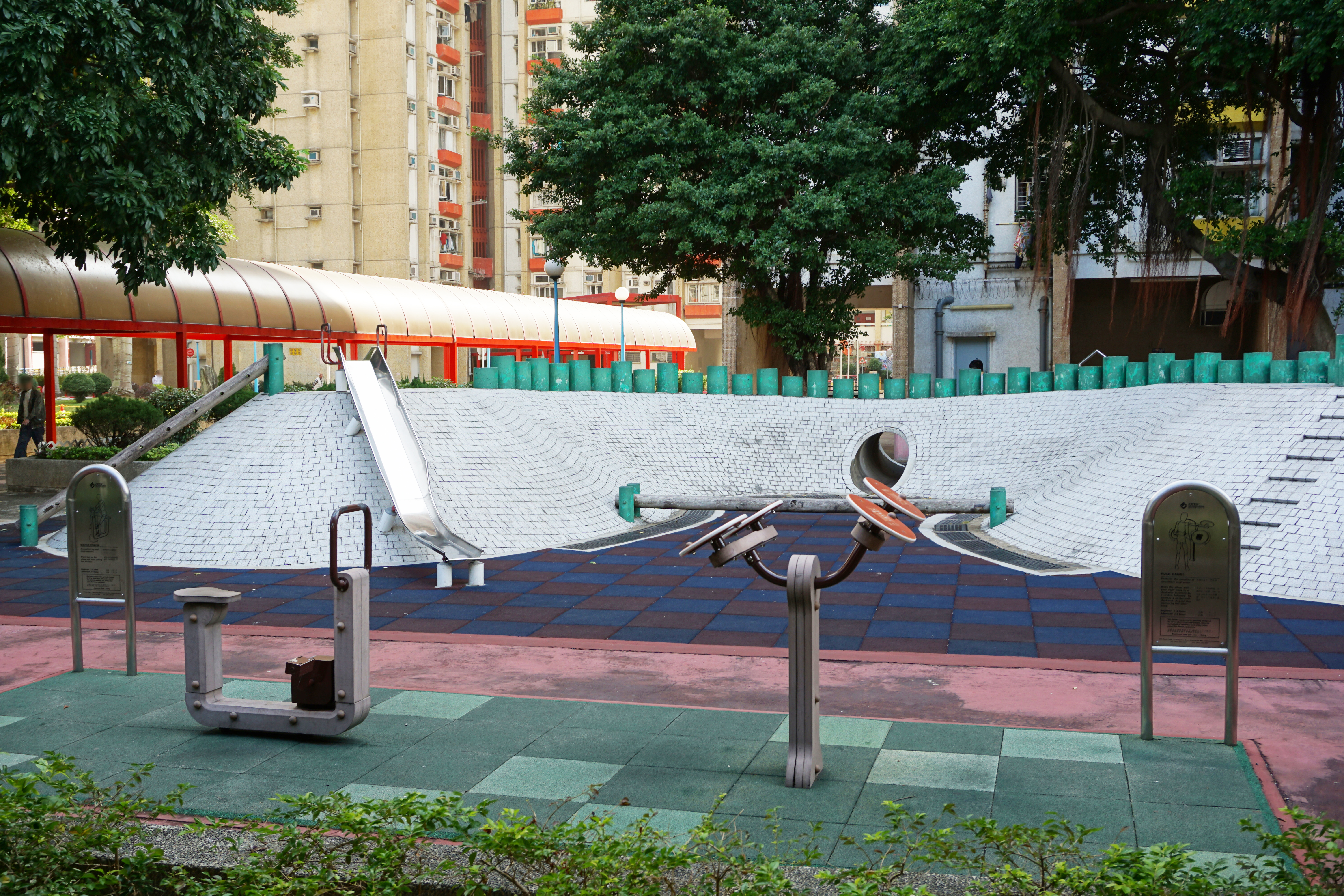
臨海的遊樂場包含滑梯、獨木橋、梅花樁及山洞的四合一遊樂設計，在今時今日並非處處可見

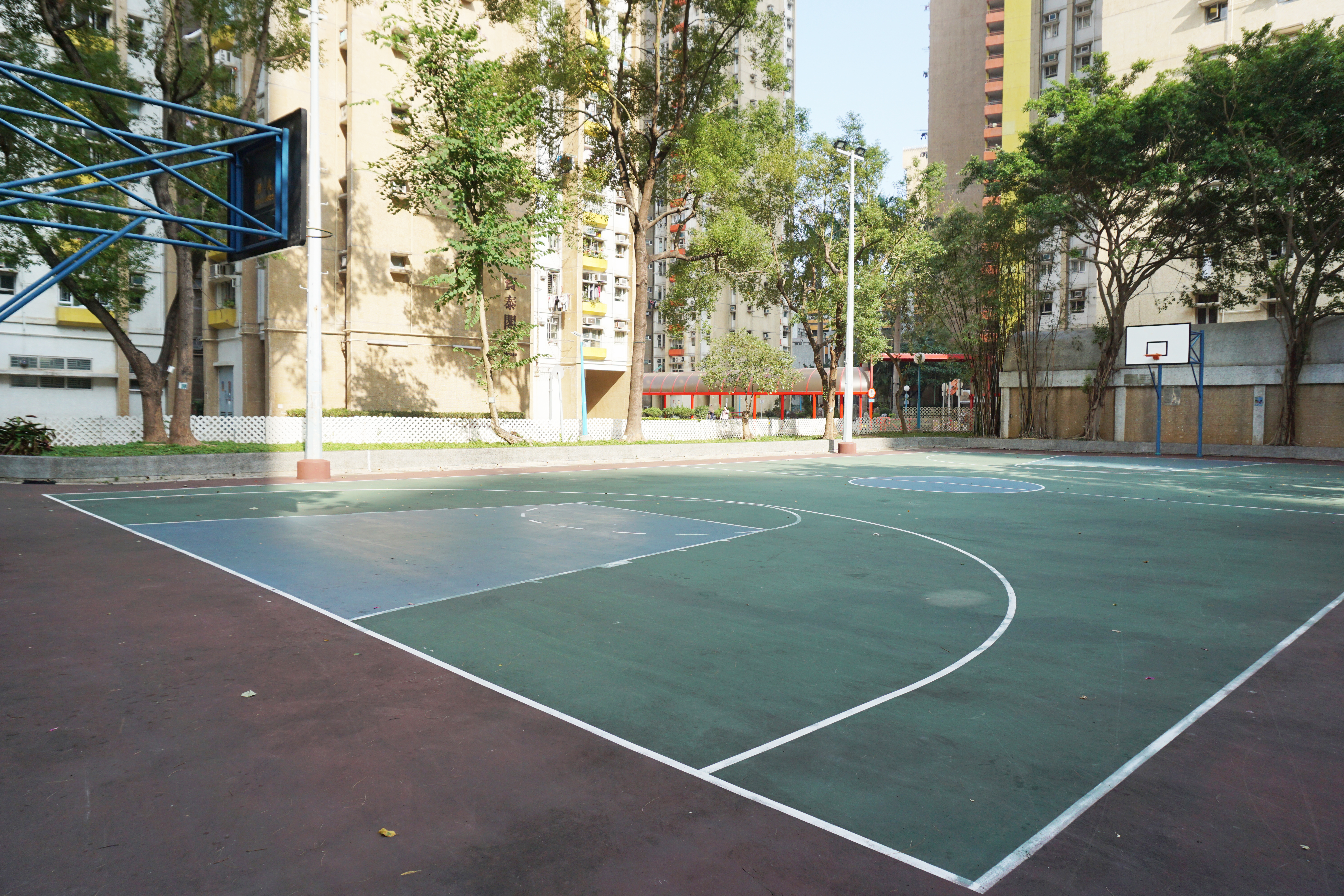
籃球場

青泰苑（英語：Ching Tai Court）是香港房屋委員會居者有其屋計劃（第九期乙）的其中一個出售的居屋屋苑之一，位於新界青衣島。於1980年代中期開始興建，1988年開始入伙，並於翌年8月25日由房屋署副署長孟志凌主持啟用典禮。
青泰苑的管理公司曾經是新昌管理服務有限公司， 現時由置佳物業管理有限公司管理。

## 歷史
青泰苑前身屬於担杆山龍洲和對出的填海地，它的興建與青衣北橋的興建是息息相關的。
青衣島於1970年代發展，青衣大橋於1974年建成，而鄰近青衣大橋的長青邨於1977年入伙。及至1980年代時，當時青衣大橋是唯一一條陸路通道連接青衣島，而青衣南是工業區，所以有很多重型車輛使用，導致青衣大橋損耗較嚴重，加上青衣不斷興建公共房屋，所以當局在1983年於青衣北面進行填海工程，用以興建青衣北橋，來減輕青衣大橋的負荷。青衣北填海工程把青衣島與牙鷹洲連陸，填海區建成了長安邨。同時還興建青安臨時房屋區及青發臨時房屋區。其後青發臨屋區重建成青宏苑，青安臨時房屋區清拆後香港房屋委員會與寶灝有限公司聯合重建成青逸軒，原屬私人參建居屋，但因香港政府暫停出售居屋，青逸軒便改為公共屋邨出租。
近藍巴勒海峽的位置於填海後預留興建青衣站（前稱青衣機鐵站）。上蓋興建了盈翠半島及青衣城，沿海邊位置興建了青衣海濱公園。

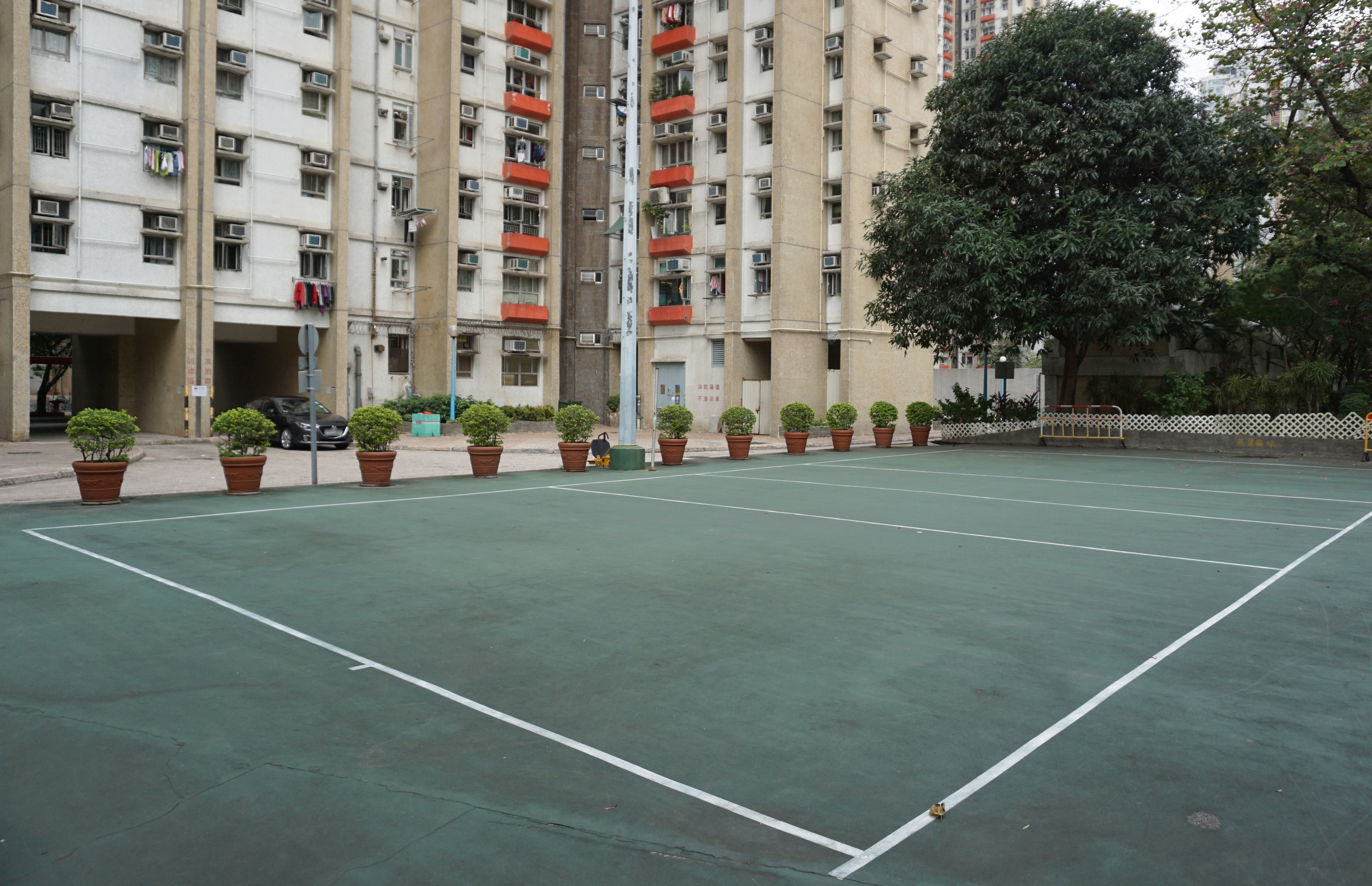
排球場
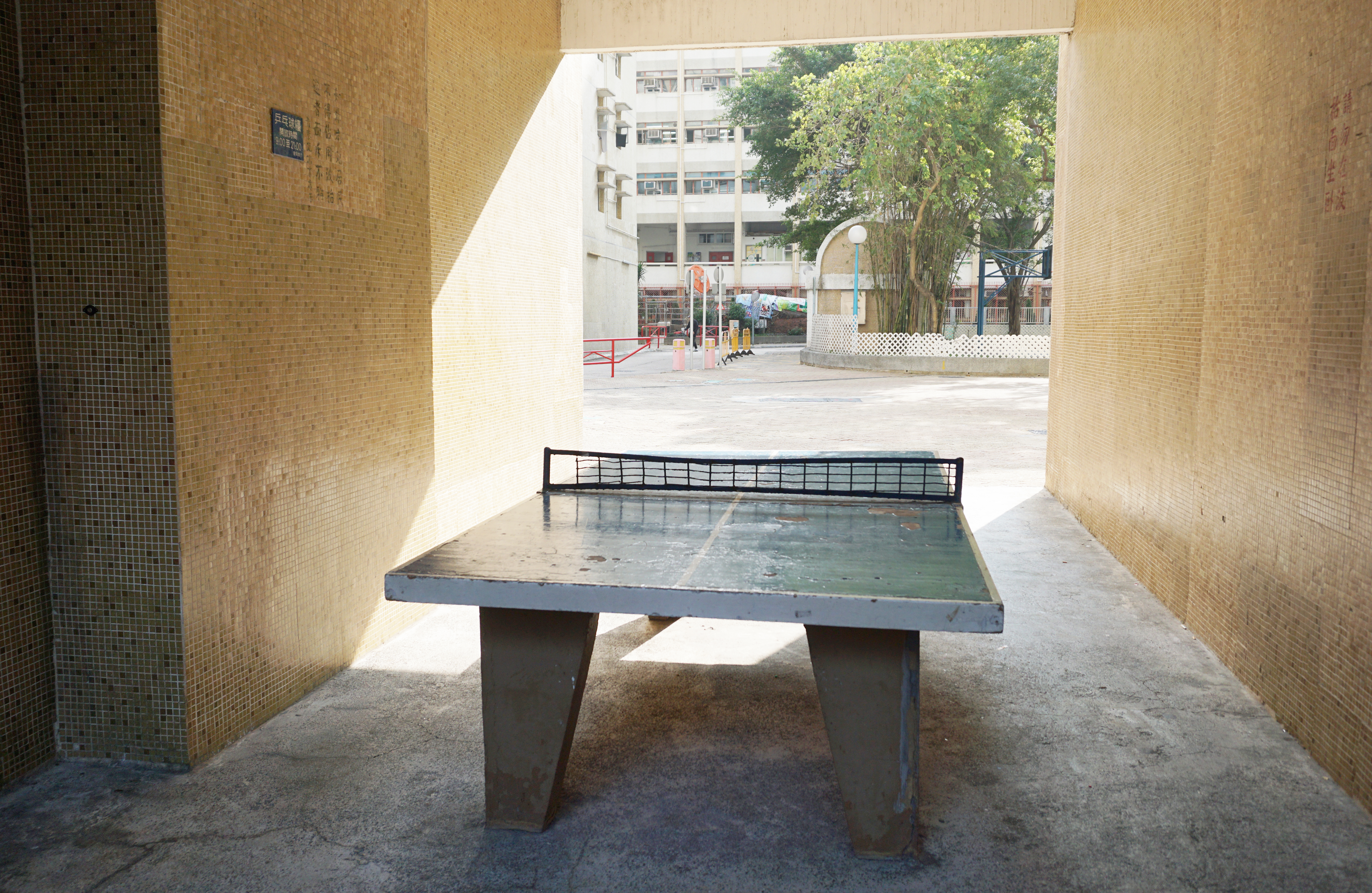
乒乓球檯
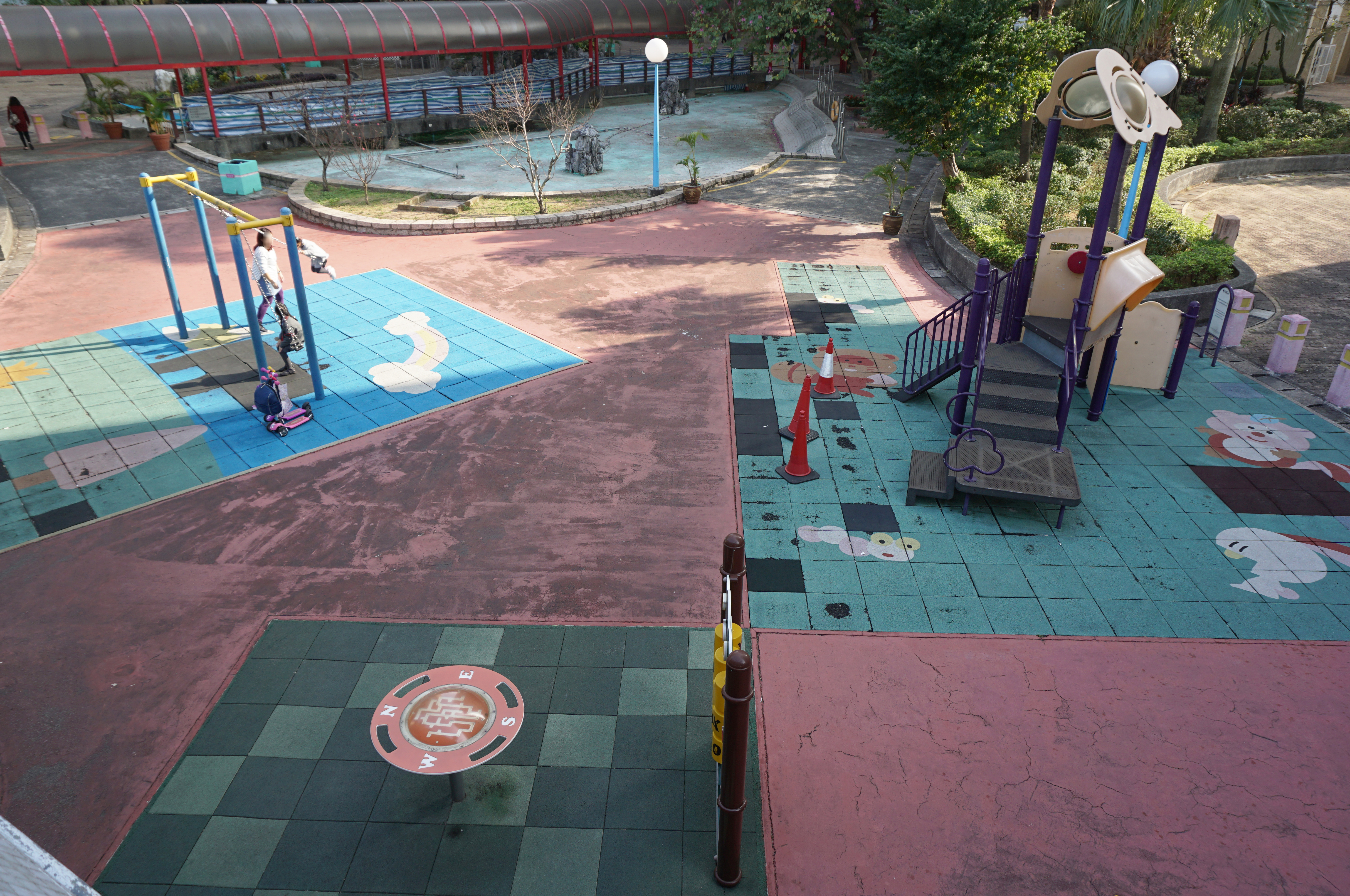
兒童遊樂場

## 屋邨資料

### 樓宇
| 樓宇名稱（座號） | 樓宇類型                | 落成年份 | 層數 | 每層伙數 | 每座單位數目（伙） | 承建商                            | 提供升降機的廠商 |
| ---------------- | ----------------------- | -------- | ---- | -------- | ------------------ | --------------------------------- | ---------------- |
| 祥泰閣（A座）    | 新十字型 （1984年版本） | 1988年   | 32   | 10       | 320                | 法國萬喜公司 （時稱「西寶建築」） | 日立             |
| 寶泰閣（B座）    | 新十字型 （1984年版本） | 1988年   | 29   | 10       | 290                | 法國萬喜公司 （時稱「西寶建築」） | 日立             |
| *恆泰閣（C座）   | 新十字型 （1984年版本） | 1988年   | 29   | 10       | 290                | 法國萬喜公司 （時稱「西寶建築」） | 日立             |
| *通泰閣（D座）   | 新十字型 （1984年版本） | 1988年   | 32   | 10       | 320                | 法國萬喜公司 （時稱「西寶建築」） | 日立             |
| 誠泰閣（E座）    | 新十字型 （1984年版本） | 1988年   | 32   | 10       | 320                | 法國萬喜公司 （時稱「西寶建築」） | 日立             |
| *俊泰閣（F座）   | 新十字型 （1984年版本） | 1988年   | 32   | 10       | 320                | 法國萬喜公司 （時稱「西寶建築」） | 日立             |
| 鴻泰閣（G座）    | 新十字型 （1984年版本） | 1988年   | 32   | 10       | 320                | 法國萬喜公司 （時稱「西寶建築」） | 日立             |

以 * 標示樓宇為2019冠狀病毒病香港疫情中有確診個案患者居住的大廈

## 鄰近建築
- 長安邨
- 長發邨
- 長發廣場
- 青衣東北公園
- 中華傳道會呂明才小學